# 交通管制
交通管制旨在告知使用者在某些特定時間或地點之特定運具狀況或規定，並引導或指導使用者採取適當之措施或行為，避免發生延滯或意外事故。為達成此目的而設置的稱為「交通管制設施」。

## 目的
1. 增加安全
2. 減少系統延滯
3. 提高容量

## 公路交通管制

### 公路交通網路架構
交通控制系統的網路架構通常包括以下幾個主要部分：
1. 現場控制層：這一層包括各種路邊設備，如交通號誌控制器、車輛偵測器、監控攝影機等。這些設備透過工業乙太網路交換器或無線網路設備，與交通控制中心串接，實現數據的實時傳輸和交通控制。
2. 控制中心層：控制中心是整個交通系統的核心，通常由雙主機伺服器、通訊電腦和監控電腦組成。控制中心負責數據的收集、處理和分析，並根據實時交通狀況調整交通號誌和其他控制措施。
3. 數據傳輸層：這一層負責將現場設備收集的數據傳輸到控制中心，並將控制中心的指令傳輸回現場設備。通常使用光纖網路或無線網路來確保數據傳輸的高效性和可靠性。
4. 雲端計算：為了提高系統的靈活性和反應速度，現代交通控制系統常常結合雲端技術。雲端計算負責大範圍的數據處理和分析，而霧計算則在靠近現場的地方進行即時數據處理和決策。
5. 軟體定義網路 (英文:SDN, software-defined networking，縮寫作SDN)：SDN技術允許交通控制系統更靈活地管理和配置網路資源。通過SDN，控制中心可以動態調整網路配置，以應對不同的交通狀況和需求。

這些層次共同構成了交通控制系統網路架構。

### 公路交通管制設施
1. 標線（路面標線）
2. 障礙標線
3. 導向標線
4. 標誌（Signs）
5. 槽化（Channelization）
6. 號誌（Signal）
7. 監控攝影機（IP Camera）
8. 工業乙太網交換器 (Industrial Ethernet Switch)
9. 無線AP (Access Point)

### 設施之基本要求
1. 符合實際需要
2. 需引起用路人注意
3. 圖文或燈號意義需簡單明確
4. 需給用路人足夠反應時間
5. 需獲得用路人尊重
6. 符合數據傳輸需承載的流量
7. 具資安防護考量

## 鐵路交通管制

### 鐵路交通管制設施
1. 區間自動化號誌（ABS）
2. 中央行車控制（CTC）
3. 整體運作處理系統（TOPS）

## 航空交通管制
- 參見航空交通管制

## 海運交通管制
- 參見船舶交通管理系統